# Psilomerus rubricollis
Psilomerus rubricollis är en skalbaggsart som beskrevs av Dauber 2006. Psilomerus rubricollis ingår i släktet Psilomerus och familjen långhorningar. Inga underarter finns listade i Catalogue of Life.